# Miquel de Cardona i de Raset
Miquel de Cardona-Rocabertí i de Raset (s. XVII) va ser un noble català, baró de Sant Mori.

## Biografia
Fill de Jaume de Cardona i de Segurioles i de Maria de Raset. A la mort de Galceran de Cardona-Rocabertí, el 1612, reclamà per a si la baronia de Sant Mori, en oposició a la seva cosina llunyana i germana del difunt, Agnès de Cardona, muller de Rafael de Biure. Es van formar bàndols en el conflicte nobiliari, els nyerros de la banda de Miquel de Cardona i la seva mare, Maria de Raset, i els cadells de la banda dels Biure. El 1619 encara durava el conflicte, però amb els anys la baronia acabà en mans de Miquel.

## Núpcies i descendents
Casat amb Elisabet de Sentmenat. Van tenir els següents fills:
- Jaume de Cardona i Sentmenat, baró de Sant Mori.[2]